# گوشت خوک

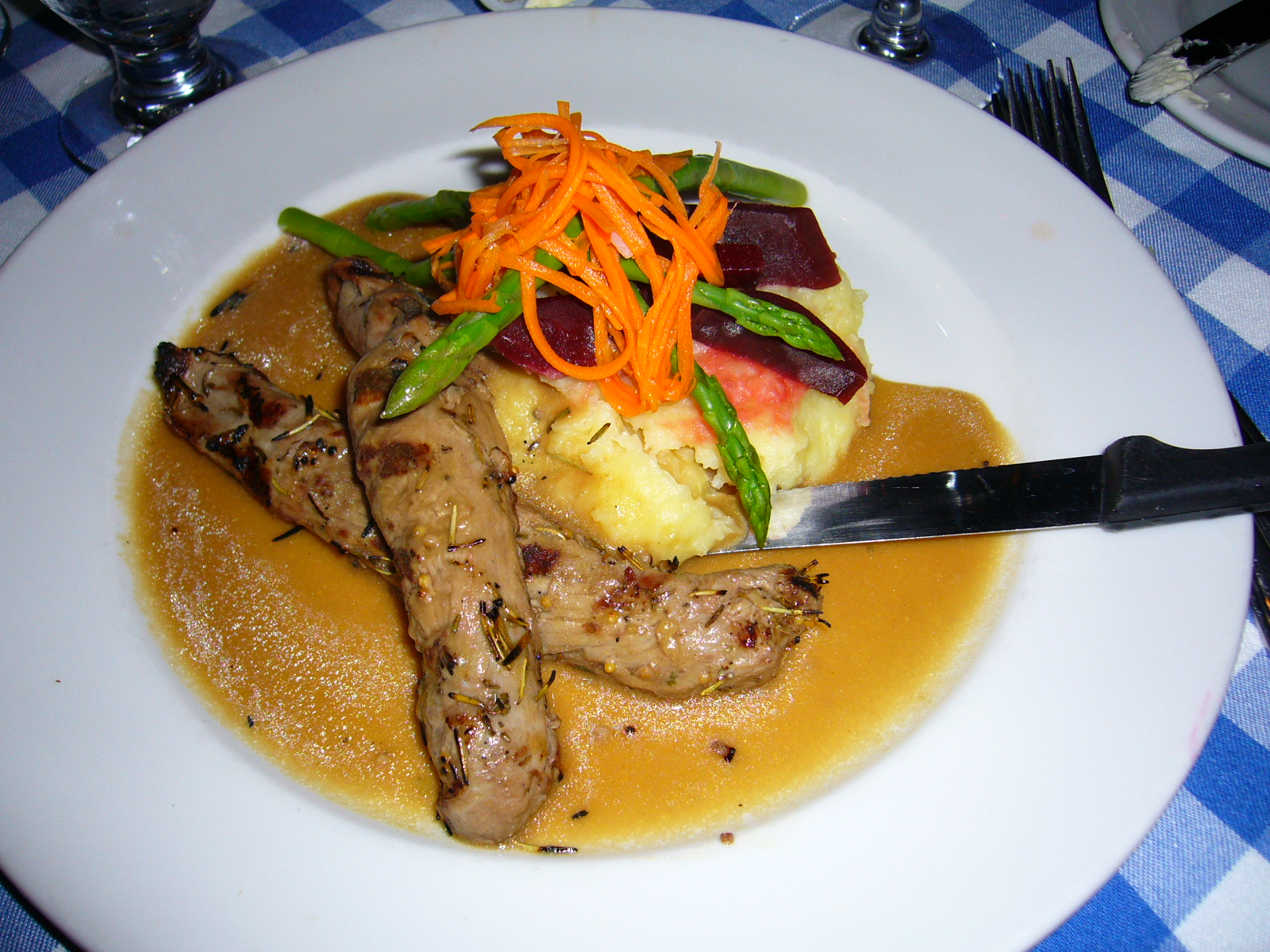

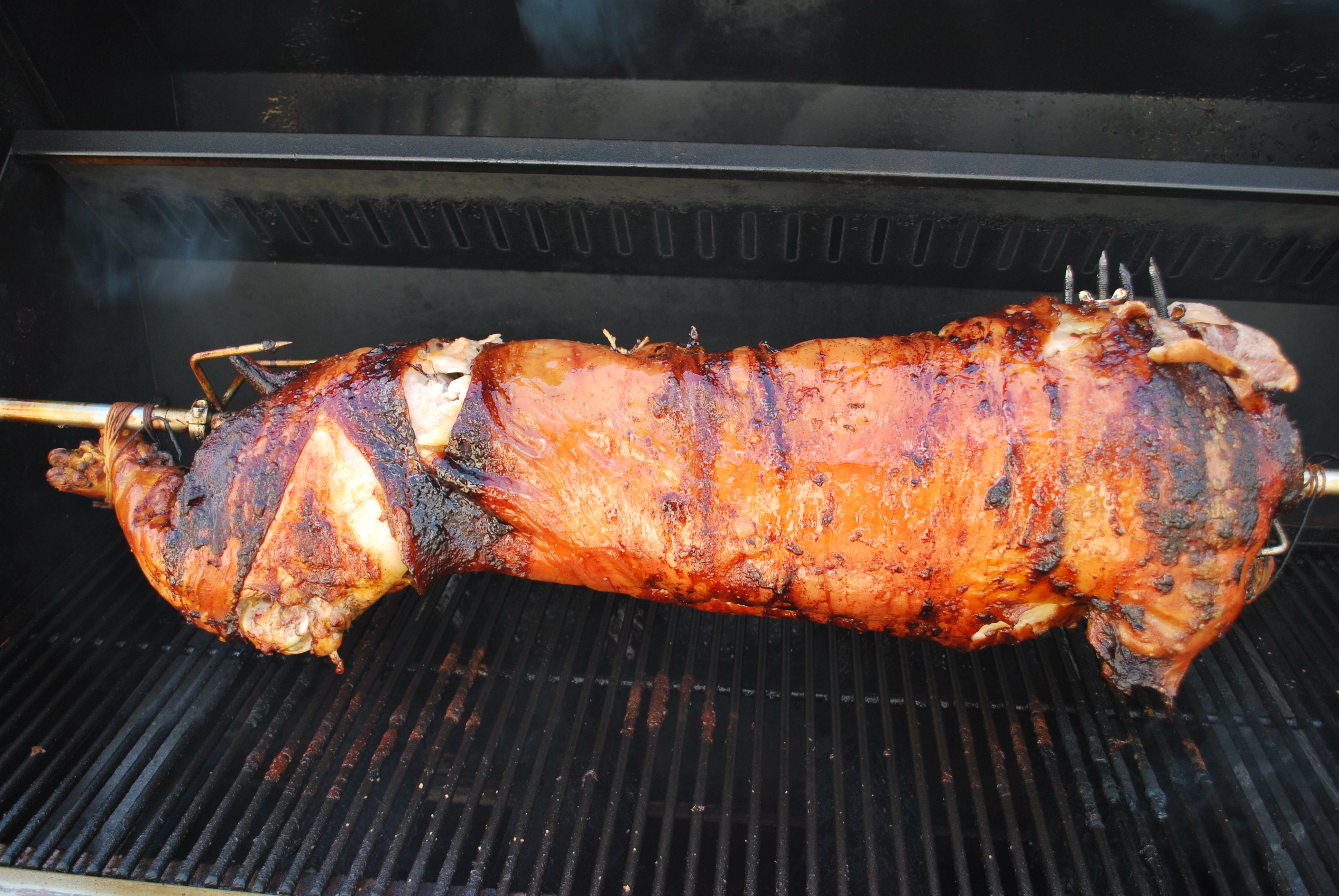

گوشت خوک، گوشت خوک اهلی است که در پخت‌وپز مورد استفاده قرار می‌گیرد. گوشت خوک ۳۸ درصد کلّ پروتئین مصرفی روزانه در جهان را تشکیل می‌دهد. در سال ۲۰۰۶ حدود ۱۰۰ میلیون تن گوشت خوک مصرف شده که بیشترین میزان مصرف آن در کشور چین بوده‌است.
آغاز مصرف گوشت خوک به ۹۰۰۰ سال پیش بازمی‌گردد.

## گوشت خوک در ادیان
گوشت خوک از نظر  یهودیت و اسلام حرام است. فروش گوشت خوک در بیشتر کشورهای اسلامی ممنوع یا شدیداً محدود است. در مسیحیت دو دیدگاه وجود دارد: بیشتر مسیحیان مصرف گوشت خوک را مجاز می‌دانند، هرچند مثل سایر غذاها، اجباری هم در مصرف آن نیست. تعداد کمتری از مسیحیان نیز هستند که مسیحیت و کتاب مقدس مسیحی (عهد قدیم و عهد جدید) را در ادامۀ کتاب مقدس یهودی (عهدقدیم) می‌دانند و در نتیجه احکام تورات را در خصوص غذا پیروی کرده و گوشت خوک مصرف نمی‌کنند.

## میزان مصرف جهانی گوشت خوک در سال ۲۰۱۵ میلادی
| ردیف                                                            | کشور/منطقه          | تن متریک (میلیون) | سرانه مصرف (کیلوگرم) |
| --------------------------------------------------------------- | ------------------- | ----------------- | -------------------- |
| ۱                                                               | جمهوری خلق چین      | ۵0٫۵              | ۴۰                   |
| ۲                                                               | اتحادیه اروپا ۲۰۰۴  | ۲۰٫۱              | ۴۳٫۹                 |
| ۳                                                               | ایالات متحده آمریکا | ۹                 | ۲۹                   |
| ۴                                                               | روسیه               | ۲٫۶               | ۱۸٫۱                 |
| ۵                                                               | ژاپن                | ۲٫۵               | ۱۹٫۸                 |
|                                                                 | دیگر کشورها         | ۱۲٫۲              | —                    |
|                                                                 | جمع کل جهانی        | ۹۸٫۹              | —                    |
| Source: Foreign Agricultural Service, preliminary data for 2006 |                     |                   |                      |